# France Audoul
Pour les articles homonymes, voir Audoul.
Francine Jeanne Étiennette Audoul-Martinon dite France Audoul, née à Lyon 6e le 13 septembre 1894 et morte à Paris 13e le 15 septembre 1977, est une peintre et résistante française, sœur de Jean Martinon.

## Biographie
Formée à l'école des Beaux-Arts de Lyon, elle s'installe à Paris et expose en 1929 au Salon des indépendants.
Pendant la Seconde Guerre mondiale, elle est arrêtée comme membre de la Résistance intérieure française, dans la région de Toulouse et est déportée au camp de Ravensbrück (1943). Durant sa captivité elle exécute sur le vif des croquis.
En 1946, certains de ses portraits illustrent l’ouvrage publié par Défense de la France, Les témoins qui se firent égorger. En 1966, elle fait éditer un ouvrage illustré de ses dessins sur la déportation, Ravensbrück 150 000 femmes en enfer aux éditions Le Déporté, composé de 32 portraits et croquis faits au camp en 1944-1945 et 22 compositions et textes manuscrits. Certains de ses dessins sont également publiés dans Voix et Visages, le bulletin de l'Association nationale des anciennes déportées et internées de la Résistance (ADIR) dont elle est membre. France Audoul a par ailleurs réalisé des œuvres (peintures, compositions) pour le Mémorial de Ravensbrück.
Après sa mort, la Fondation nationale des arts de Nogent-sur-Marne fait don de documents, croquis et photos qu’elle avait réalisés pour l'ouvrage Ravensbrück 150 000 femmes en enfer au musée de La contemporaine. L'institution conserve d'autres œuvres de France Audoul,.  

## Vie privée
Elle est la tante de l'écrivain Jean-Paul Martinon.